# Emma Lazarus
Emma Lazarus (New York, 22 luglio 1849 – New York, 19 novembre 1887) è stata una poetessa statunitense.

## Biografia
Proveniente da una ricca famiglia ebrea sefardita di origine portoghese, studiò la letteratura americana ed europea, così come diverse lingue tra cui l'italiano, il francese e il tedesco.
Oltre a comporre poesie, Emma Lazarus tradusse e adattò in inglese diverse opere di Goethe e di Heine. Col fine di raccogliere fondi per la Statua della Libertà, scrisse il sonetto The New Colossus, che rimane la sua opera più celebre. I versi del sonetto sono incisi in una lapide posta sul piedistallo della statua.